# Феодосий (Голосницкий)
Епископ Феодосий (в миру Фео́дор Голосни́цкий; 1723, Казань — 23 декабря 1786 (3 января 1787)) — епископ Русской православной церкви, епископ Тамбовский и Пензенский.

## Биография
Родился в 1723 году в Казани в семье диакона Казанской епархии.
Окончил Киевскую духовную академию.
С 1753 года — архимандрит Жёлтикова монастыря Тверской епархии.
25 мая 1755 года назначен архимандритом Макариева Троицкого Калязинского монастыря Тверской епархии.
С 1758 года — архимандрит Снетогорского Рождества Богородицы монастыря Псковской епархии.
11 ноября 1761 года хиротонисан во епископа Устюжского и Тотемского.
9 ноября 1766 года перемещён на Тамбовскую кафедру.
В Тамбове он был принят неблагосклонно без всяких к тому оснований и двадцать лет терпел огорчения и неприятности от тамбовцев, которые под влиянием воеводы Тарбеева просили Святейший синод о возвращении им епископа Пахомия (Симанского). Прошения Святейший синод оставил без внимания, но о преосвященном Феодосии сложилось неблагоприятное мнение, которое усилилось после жалобы на него воеводы Черкасова. Разногласия владыки Феодосия с воеводой произошли в связи с изданием Екатериной II указа о наборе в солдаты безместных священнослужителей. Епископ Феодосий, не желая, чтобы священнослужители его епархии попали в солдаты, поспешил разместить их по приходам. Это вызвало недовольство у воронежского губернатора Маслова и воеводы Черкасова. Воевода Черкасов написал жалобу в Святейший синод. Всё это стало основой для судебного разбирательства. Преосвященный со своей стороны писал объяснения Святейшему синоду, сообщая о злонамеренности воеводы, но выводы, сделанные Синодом, были не в пользу владыки Феодосия.
9 февраля 1770 года Святейший Синод по повелению императрицы своим указом отстранил епископа Феодосия от управления епархией на весь период работы комиссии, возглавляемой епископом Воронежским Тихоном (Якубовским), разрешив ему только священнослужение. Тамбовская епархия на это время была переподчинена Московской синодальной конторе. Епископ Феодосий был отдан под суд и два года мучился в Воронежской губернской канцелярии, а определённые им по приходам священнослужители были взяты в солдаты. К этой тяжёлой скорби святителя добавились ещё новые. Городские священники, певчие и домашние служители отказались ему подчиняться.
При всех обстоятельствах святитель не переставал заботиться об устроении и украшении храмов Божиих. Благодаря заботам епископа Феодосия с помощью благотворителей было воздвигнуто значительное количество новых храмов, а вместо ветхих деревянных построены каменные. За один только 1772 год в Тамбовской епархии появилось более сорока храмов. При епископе Феодосии особое внимание было обращено на иконопись.
14 февраля 1773 года, рассмотрев обвинения, представленные в адрес Тамбовского епископа, Екатерина II предпочла простить проступки опального архипастыря и вернула его тамбовской пастве.
Преосвященный Феодосий деятельно занялся укомплектованием приходских церквей, так как после пугачёвского восстания и моровой язвы 1771 года по всей епархии не хватало двухсот девяноста двух человек духовного сана, а имевшееся духовенство не имело должного духовного образования. Во всей Тамбовской епархии был только один человек, обладавший «книжным знанием», — это епархиальный проповедник-священник. Только два обстоятельства в последние годы его служения: открытие 22 сентября 1779 года семинарии и 15 декабря 1779 года наместничества вместо воеводства, — дали ему надежду на искоренение безграмотности среди духовенства.
Феодосий скончался 23 декабря 1786 года в возрасте 63 лет. Всё имущество, оставшееся после смерти владыки, состояло из одного ковра, трёх ряс, двенадцати чёток, семнадцати книг духовного содержания и ста рублей. Из этого видно, что святитель твёрдо помнил иноческий обет нестяжания.
Погребение епископа Феодосия было совершено епископом Рязанским Симоном (Лаговым) при активном участии тамбовского губернатора, русского поэта Гавриила Державина. Тело преосвященного Феодосия было положено в Спасо-Преображенском кафедральном соборе, у северной стены.
После кончины преосвященного Феодосия Тамбовская епархия полтора года находилась во временном управлении епископа Рязанского Симона (Лагова).